# Подружка невесты (фильм)
«Подружка невесты» (англ. Maid of Honor) — короткометражный фильм 1999 года режиссёра Дженнифер Арнольд.

## Сюжет
Серена собирается на свадьбу своей подруги Тиши в качестве подруги невесты. В студенчестве у них был роман, но сейчас Тиша выходит замуж за Криса. Чувствуя себя немного дискомфортно из-за того, что ей придётся увидеть свою старую любовь, Серена зовёт с собой Дониэль — свою нынешнюю партнёршу, с которой они уже пять лет вместе.
За день до свадьбы они приходят в дом Тиши, где уже полным ходом идёт подготовка. Происходит знакомство со всей семьёй. В разговоре выясняется, что Дониэль разделяет любовь и секс, для неё сексуальная измена не означает измены в любви, главное, чтобы партнёры были честны друг с другом. Гораздо хуже, по её мнению, когда из-за измен люди начинают врать своим любимым. Её позиция вызывает отпор у Тиши и Криса, которые думают, что партнёры должны быть всегда верны друг другу.
Вечером Дониэль уходит вместе с Крисом и его друзьями на «мальчишник». Тиша остаётся наедине с Сереной. Вспоминая прошлое, девушки поддаются чувствам и целуются. Но Серена останавливает Тишу. Слова Тиши, что «секс с женщиной — это не измена» поражают её. Она понимает, что с её чувствами не считаются.
На следующее утро Дониэль рассказывает Серене, что на «мальчишнике» приглашённая девушка делала Крису минет. Серена чувствует, что окружена людьми не признающими понятие «верность». Тиша и Крис готовы пойти на измену прямо перед свадьбой, считая это лишь «игрой». Дониэль сознательно отвергает верность. Случившееся заставляет её пережить эмоциональное потрясение и осознание собственных желаний. Она понимает, что ей нужна именно верность партнёра, и она стала готова к тому, чтобы открыто озвучить свои мысли Дониэль. Объяснение с подругой приводит к непониманию, Дониэль уезжает.
Во время свадебной церемонии в церкви, когда священник произносит слова о верности мужа и жены, Серена видит Дониэль, сидящую среди гостей. Торжественность момента подчёркивает важность всего того, о чём говорила Серена. Дониэль понимает, что это не просто прихоть партнёрши, а её глубокое искреннее желание.
Фильм заканчивается тем, как Серена ждёт Дониэль на выходе из церкви. Но выйдет ли Дониэль, и что она решила, — неизвестно.

## Актерский состав
| В ролях            |  | Персонаж           |
| ------------------ |  | ------------------ |
| Кейюнани Хант      |  | Серена             |
| Венди Браун        |  | Дониэль            |
| Джанет Ллойд       |  | Марианн, мать Тиши |
| Эми Стюарт         |  | Тиша               |
| Геррит Вандермейер |  | Крис, жених Тиши   |

## Награды
Фильм получил следующие награды:
| Награды                                          | Награды | Награды                                     | Награды           | Награды           |
| ------------------------------------------------ | ------- | ------------------------------------------- | ----------------- | ----------------- |
| Фестиваль / Премия                               | Год     | Награда                                     | Категория         | Победитель        |
| Austin Gay & Lesbian International Film Festival | 1999    | aGLIFF Award                                | Best Girl’s Short | Дженнифер Арнольд |
| Cleveland International Film Festival            | 2000    | Best Women’s Short Film — Honorable Mention |                   | Дженнифер Арнольд |
| ЛГБТ-кинофестиваль в Сиэтле                      | 1999    | Лучший короткометражный фильм               | Lesbian           | Дженнифер Арнольд |